# ジェレミー・ゴンザレス
ヘレミス・セグンド・ゴンサレス・アコスタ（Geremis Segundo González Acosta, 1975年1月8日 - 2008年5月25日）は、ベネズエラ出身の元プロ野球選手（投手）。読売ジャイアンツ時代の登録名はGG（ジージー）。

## 経歴
速球はフォーシームとツーシームを投げ分け、時速140km後半に達する。チェンジアップとカーブも有し、セットポジションからの投球も得意（だが、巨人入団後、セットポジションからの投球に課題が残った）。

### プロ入りとカブス時代
コレグロ・ラ・チニータ高校を卒業後、1991年にドラフト外のフリーエージェントとして、シカゴ・カブスと契約した。将来を嘱望されていたが、1997年にデビューを果たし1998年にも投げた後は、3つの手術を含む複数の怪我により、1999年はメジャー登板が無く2000年もルーキーリーグでリハビリ登板をするにとどまった。2001年3月13日にFAとなった。

### レンジャーズ傘下時代
2001年12月18日にテキサス・レンジャーズとマイナー契約を結んだ。2002年はAAA級のオクラホマ・レッドホークスでクローザーを務めて46試合で14セーブを挙げるなどメジャー復帰のメドが立った。10月15日にFAとなった。

### レイズ時代
2003年、ゴンザレスは6勝11敗に終わるも、タンパベイ・デビルレイズでもっとも好調の投手だった。先発したうち17回で3失点以下に抑えたものの、アメリカンリーグ東地区の先発投手中、1試合平均3.91得点と最低の援護しかもらえなかった。防御率3.91、156投球回で97奪三振を記録する。

### レッドソックス時代
2005年シーズン初頭には、ボストン・レッドソックスで3試合先発するも、1勝1敗、防御率6.65に終わる。5月下旬にはマイナーリーグのポータケット・レッドソックスに降格されたものの、7月上旬に中継ぎ要員として昇格した。
2006年シーズン、ゴンザレスはニューヨーク・メッツで3試合先発した。

### ブルワーズ時代
2006年オフにマイク・アダムスとのトレードでミルウォーキー・ブルワーズへ移籍。

### 巨人時代
2007年5月9日、読売ジャイアンツと契約。背番号は94。当時巨人には同姓のルイス・ゴンザレス、ファーストネームの同じジェレミー・パウエルがいたため、登録名は「GG」とされた。ニックネームの登録は巨人にとって初めてのことで、後付けで清武球団代表は「『グレートジャイアンツ』という意味でもある」と述べている。5月17日に入団会見を行い、「巨人は日本で一番人気のあるチーム。先発でも中継ぎでもアジャストしたい」と意気込みを語った。
6月14日のオリックス戦（スカイマークスタジアム）に初登板初先発。6回4失点自責点2という内容で打線の活躍もあり来日初勝利をあげた。しかしその後の登板試合では5回持たずにKOされるなど、先発・リリーフともに打ち込まれた。またこの頃にはパウエル・上原の穴を埋める投手が台頭、緊急補強の意義も薄まっていた。7月8日の二軍降格以降は一軍に上がることなくシーズン終了後に戦力外通告を受けた。
10月21日の帰国直前に「苦しんだ部分もあったけどいい経験ができたと思う。チャンスがあれば来年も日本でプレーしたいし、巨人相手に投げて力があることを証明してみたい」とコメント。「巨人に復讐を宣言し、横浜が興味を示した」といった報道もあったものの、結局どの球団も獲得には動かなかったため帰国となった。

### 巨人退団後
2008年5月25日、実家付近のベネズエラ西部スリア州マラカイボ湖で水上オートバイを操縦していたところ、落雷を受け死亡したと地元のスポーツ紙が伝え、翌日にはゴンザレスのマネージメント会社がそれを認めた（なお、この時にはどの球団にも所属していなかった）。

## エピソード
日本時代の登録名は「GG」であるが、ユニフォームの背ネームでは「G.GONZALEZ」である。
2004年3月31日のMLB開幕戦（デビルレイズ対ヤンキース）で東京ドームのマウンドを経験済みで、その時には松井秀喜に凱旋ホームランを打たれている。その記録は「松井秀喜ホームランカード」の日米通算349号（メジャー通算17号）のカードに収録されている。

## 詳細情報

### 年度別投手成績
| 年 度    | 球 団    | 登 板 | 先 発 | 完 投 | 完 封 | 無 四 球 | 勝 利 | 敗 戦 | セ 丨 ブ | ホ 丨 ル ド | 勝 率 | 打 者 | 投 球 回 | 被 安 打 | 被 本 塁 打 | 与 四 球 | 敬 遠 | 与 死 球 | 奪 三 振 | 暴 投 | ボ 丨 ク | 失 点 | 自 責 点 | 防 御 率 | W H I P |
| -------- | -------- | ----- | ----- | ----- | ----- | -------- | ----- | ----- | -------- | ----------- | ----- | ----- | -------- | -------- | ----------- | -------- | ----- | -------- | -------- | ----- | -------- | ----- | -------- | -------- | ------- |
| 1997     | CHC      | 23    | 23    | 1     | 1     | 0        | 11    | 9     | 0        | --          | .550  | 613   | 144.0    | 126      | 16          | 69       | 5     | 2        | 93       | 1     | 1        | 73    | 68       | 4.25     | 1.35    |
| 1998     | CHC      | 20    | 20    | 1     | 1     | 0        | 7     | 7     | 0        | --          | .500  | 493   | 110.0    | 124      | 13          | 41       | 5     | 3        | 70       | 2     | 3        | 72    | 65       | 5.32     | 1.50    |
| 2003     | TB       | 25    | 25    | 2     | 0     | 0        | 6     | 11    | 0        | 0           | .353  | 668   | 156.1    | 131      | 18          | 69       | 1     | 12       | 97       | 3     | 2        | 71    | 68       | 3.91     | 1.28    |
| 2004     | TB       | 11    | 8     | 0     | 0     | 0        | 0     | 5     | 0        | 0           | .000  | 235   | 50.1     | 72       | 9           | 20       | 0     | 3        | 22       | 4     | 0        | 42    | 39       | 6.97     | 1.83    |
| 2005     | BOS      | 28    | 3     | 0     | 0     | 0        | 2     | 1     | 0        | 1           | .667  | 244   | 56.0     | 64       | 7           | 16       | 2     | 2        | 28       | 1     | 0        | 39    | 38       | 6.11     | 1.43    |
| 2006     | NYM      | 3     | 3     | 0     | 0     | 0        | 0     | 0     | 0        | 0           | ----  | 67    | 14.0     | 21       | 4           | 6        | 1     | 0        | 8        | 0     | 0        | 12    | 12       | 7.71     | 1.93    |
| 2006     | MIL      | 21    | 1     | 0     | 0     | 0        | 4     | 2     | 0        | 0           | .667  | 193   | 42.0     | 50       | 6           | 17       | 1     | 2        | 36       | 0     | 0        | 31    | 24       | 5.14     | 1.60    |
| '06計    | MIL      | 24    | 4     | 0     | 0     | 0        | 4     | 2     | 0        | 0           | .667  | 260   | 56.0     | 71       | 10          | 23       | 2     | 2        | 44       | 0     | 0        | 43    | 36       | 5.79     | 1.68    |
| 2007     | 巨人     | 5     | 4     | 0     | 0     | 0        | 1     | 2     | 0        | 0           | .333  | 86    | 19.1     | 22       | 4           | 6        | 0     | 1        | 17       | 0     | 0        | 17    | 14       | 6.52     | 1.45    |
| MLB：6年 | MLB：6年 | 131   | 83    | 4     | 2     | 0        | 30    | 35    | 0        | 1           | .462  | 2513  | 572.2    | 588      | 73          | 238      | 15    | 24       | 354      | 11    | 6        | 340   | 314      | 4.93     | 1.44    |
| NPB：1年 | NPB：1年 | 5     | 4     | 0     | 0     | 0        | 1     | 2     | 0        | 0           | .333  | 86    | 19.1     | 22       | 4           | 6        | 0     | 1        | 17       | 0     | 0        | 17    | 14       | 6.52     | 1.45    |

### 記録
NPB
- 初登板・初先発・初勝利：2007年6月14日、対オリックス・バファローズ4回戦（スカイマークスタジアム）、6回4失点（自責点2）
- 初奪三振：同上、2回裏にタフィ・ローズから空振り三振

### 背番号
- 54（1997年、2003年 - 2004年）
- 30（1998年）
- 32（2006年）
- 94（2007年）